# Samuel Chelanga
Samuel Chelanga (23 de febrero de 1985) es un deportista estadounidense de origen keniano que compite en atletismo, especialista en las carreras de fondo. En los Juegos Panamericanos de 2023 obtuvo una medalla de plata en la prueba de 10 000 m.

## Palmarés internacional
| Juegos Panamericanos | Juegos Panamericanos | Juegos Panamericanos | Juegos Panamericanos |
| Año                  | Lugar                | Medalla              | Prueba               |
| -------------------- | -------------------- | -------------------- | -------------------- |
| 2023                 | Santiago (Chile)     | Medalla de plata     | 10 000 m             |